# Viet Cong (альбом)
Viet Cong — дебютный студийный альбом канадской панк-рок-группы Preoccupations (Viet Cong в 2012—2015 годах), изданный 20 января 2015 года на лейблах Flemish Eye и Jagjaguwar.
Альбом получил положительные отзывы музыкальной критики и интернет-изданий и был номинирован на Polaris Music Prize в 2015 году.

## Отзывы
| Совокупная оценка    | Совокупная оценка |
| Источник             | Оценка            |
| -------------------- | ----------------- |
| AnyDecentMusic?      | 8.0/10            |
| Metacritic           | 77/100            |
| Оценки критиков      |                   |
| Источник             | Оценка            |
| AllMusic             | [ 1 ]             |
| Consequence of Sound | B−                |
| Exclaim!             | 9/10              |
| The Guardian         | [ 8 ]             |
| Mojo                 | [ 9 ]             |
| NME                  | 8/10              |
| Pitchfork            | 8.5/10            |
| Rolling Stone        | [ 12 ]            |
| Spin                 | 8/10              |
| Uncut                | 7/10              |

Альбом получил положительные отзывы музыкальной критики и интернет-изданий. Агрегационный сайт Metacritic оценил альбом на 77 баллов по 23 отзывам профессиональных рецензентов.
Марк Деминг из AllMusic отметил в рецензии, что «Хотя Viet Cong могут похвастаться всего семью песнями, кажется, что в этой музыке пробивается как минимум в три раза больше музыкальных личностей, и, несмотря на широкий диапазон звуков и перспектив, Viet Cong удаётся объединить все это в нечто разрозненное и в то же время целостное, объединённое сильной стилистической линией и избытком энергии».

### Признание
Альбом был номинирован на Polaris Music Prize в 2015 году, когда был включён в его шорт-лист.
| Публикация | Список                                | Год  | Ранг |
| ---------- | ------------------------------------- | ---- | ---- |
| NME        | NME’s Albums of the Year 2015         | 2015 | 46   |
| Stereogum  | The 50 Best Albums of 2015            | 2015 | 45   |
| Pitchfork  | Pitchfork Readers' Poll Top 50 Albums | 2015 | 18   |

## Список композиций
| №                   | Название               | Длительность |
| ------------------- | ---------------------- | ------------ |
| 1.                  | «Newspaper Spoons»     | 3:02         |
| 2.                  | «Pointless Experience» | 2:59         |
| 3.                  | «March of Progress»    | 6:19         |
| 4.                  | «Bunker Buster»        | 5:55         |
| 5.                  | «Continental Shelf»    | 3:20         |
| 6.                  | «Silhouettes»          | 4:12         |
| 7.                  | «Death»                | 11:17        |
| Общая длительность: | Общая длительность:    | 37:04        |